# Rättika
Rättika (Raphanus sativus, vissa varieteter) är en stor rotfrukt i familjen korsblommiga växter. Rättika kallas på svenska de odlade varieteterna av växten Raphanus sativus som har en stor rot (egentligen en uppsvälld stamknöl) som antingen är avlång eller rund. Mindre varieteter av samma art kallas på svenska rädisa.

## Biologi och användning
Rättika är en tvåårig ört, och roten skördas under det första året. Skalet kan vara svart eller vitt, medan köttet alltid är vitt. Det är den uppsvällda stamknölen, strax ovanför den egentliga roten, som används i matlagningen. Smaken liknar rädisa och kommer liksom hos denna från växtens senapsoljor. Vitskaliga rättikor är mildare i smaken än rädisa, svartskaliga skarpare än rädisa.

## Historik
Rättikan är en av de äldsta kulturväxterna. Odling av rättika påbörjades möjligen först i Mindre Asien, och därifrån nådde den på 2000-talet f.Kr. till Egypten. Redan hos arbetarna vid pyramidbyggen ingick rättika i kosten. Via Grekland och Romarriket spreds odlingen västerut, och under senantiken spreds den till området norr om Alperna.
I Norden finns rättika nämnd i läkeböcker från slutet av 1400-talet, och under 1500-talet vann den vidare spridning. I Läkebok 7, författad under perioden 1500–1525, sägs rättika vara bra mot mask. I Peder Månssons läkebok sägs den vara bra mot svullna ögon på hökar. Medeltidens läkeböcker skiljer oftast inte mellan rättikor och pepparrot. Rättika finns beskriven i svensk text på 1500-talet. Odlingen i Sverige är av mindre skala, medan i Central- och Sydeuropa är en av de viktigare rotfrukterna.
Från Medelhavsområdet spreds rättika även österut och nådde bland annat Östasien. I Japan är daikon (大根), en mild, vitskalig variant av rättika, en av de viktigaste rotfrukterna.

## Rädisa eller rättika?

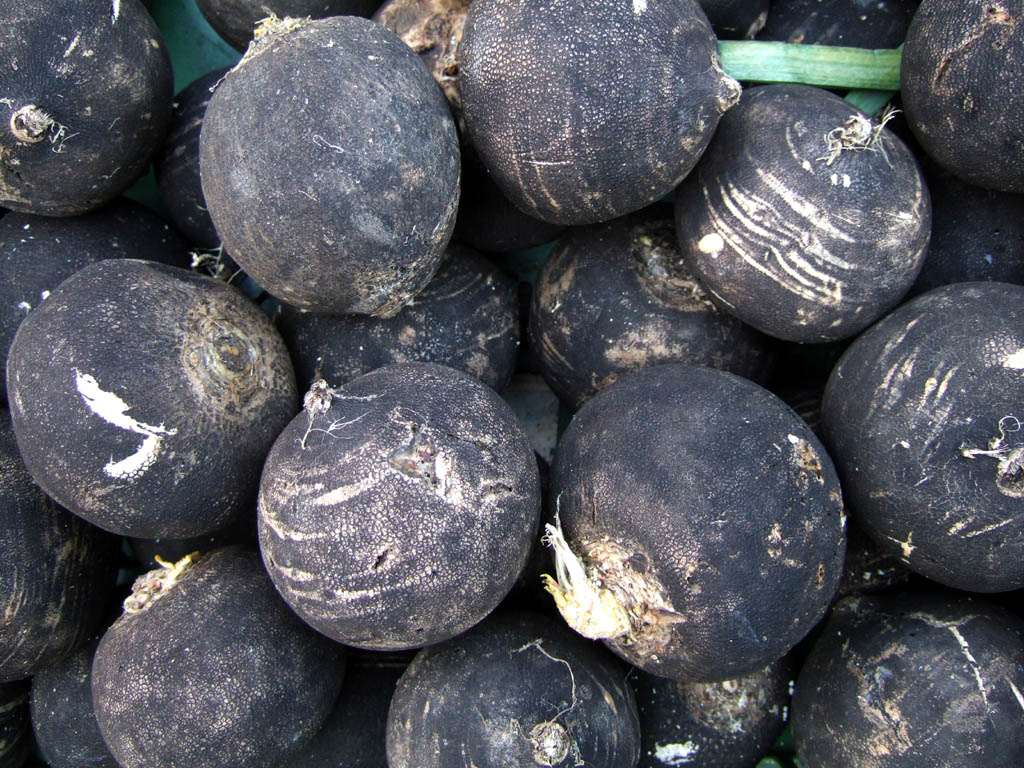
Svart rättika (rund variant).

Rädisa och rättika är olika odlade varieteter av samma art, Raphanus sativus. Den späda rädisan går under artbeteckningen Raphanus sativus var. sativus, medan rättikan är mer storvuxna varieteter, med eller utan svart skal. Varieteter med svart skal (Raphanus sativus var. nigra) har ibland benämnts som vinterrättika eller svart rättika.
De två orden 'rädisa' och 'rättika' har samma etymologiska ursprung, och båda är trädgårdstermer som går tillbaka på latinets radix - "rot". Ordet/växten rädisa har kommit in i svenskan via franskans radis (jämför även engelskans radish), medan ordet/växten rättika har kommit till Sverige via medellågtyskans redik eller fornhögtyskans retih (jämför Rettich i dagens tyska).
Det var först under 1700-talet som den senare vidareförädlingen av rättikan till rädisa gav upphov till ett nytt ord i det svenska språket.
På bland annat engelska och franska har man inte separata namn för rädisa och rättika. På engelska benämns ofta Raphanus sativus-varieteterna med stor stamknöl som winter radish. Detta motsvarar tyskans Garten-Rettich.

## Olika namn/varieteter
Olika varieteter av rättika har bland annat haft följande benämningar:
- svart rättika – en skarpt smakande rättika med svart rotknöl, även benämnd vinterrättika.
- vit rättika – en rättika med vit(aktig) rotknöl, även benämnd sommarrättika.
- rund rättika – en rund rättika, antagligen en form av trädgårdsrättika (Raphanus rapi var. rad. rotund.).
- månatlig rättika – en rund rättika, antagligen en alternativ benämning på sommarrättika.

### Daikon
En vitskalig och mild, stor variant av rättika är daikon, efter den japanska benämningen (大根, "stor rot"). På svenska kallas denna ibland asiatisk rättika. Den kan bli mycket lång – uppåt en halvmeter. Den är en viktig ingrediens i japansk matlagning och kultur; i filmen Spirited Away möter huvudpersonen Chihiro/Sen en "daikonande" i en hiss, under tiden hon tvingas arbeta åt häxan Yubaba.

## Oegentliga rättikor
Andra rotväxter som liknar rättika har gått under namnen åkerrättika och vattenrättika.